# Diecezja Solsony
Diecezja Solsony (łac. Dioecesis Celsonensis) – diecezja Kościoła rzymskokatolickiego w Hiszpanii. Należy do metropolii Tarragony. Została erygowana 19 lipca 1593.